# Kanton Labruguière
Der Kanton Labruguière war bis 2015 ein französischer Wahlkreis im Arrondissement Castres, im Département Tarn in der Region Midi-Pyrénées. Hauptort war Labruguière. Vertreter im Generalrat des Départements war zuletzt von 2004 bis 2015 Michel Benoit (zunächst DVG, dann PS).
Der Kanton war 141,74 km² groß und hatte 11.300 Einwohner, was einer Bevölkerungsdichte von 80 Einw./km² entsprach. Im Mittel lag er auf 205 m, zwischen 167 m und 1027 m Meter. 

## Gemeinden
Der Kanton bestand aus sieben Gemeinden:
| Gemeinde                     | Einwohner Jahr | Fläche km² | Bevölkerungsdichte | Code INSEE | Postleitzahl |
| ---------------------------- | -------------- | ---------- | ------------------ | ---------- | ------------ |
| Escoussens                   | 635 (2013)     | 23,62      | 27 Einw./km²       | 81084      | 81290        |
| Labruguière                  | 6.442 (2013)   | 60,73      | 106 Einw./km²      | 81120      | 81290        |
| Lagarrigue                   | 1.806 (2013)   | 4,86       | 372 Einw./km²      | 81130      | 81090        |
| Noailhac                     | 855 (2013)     | 20,77      | 41 Einw./km²       | 81196      | 81490        |
| Saint-Affrique-les-Montagnes | 814 (2013)     | 7,86       | 104 Einw./km²      | 81235      | 81290        |
| Valdurenque                  | 820 (2013)     | 5,99       | 137 Einw./km²      | 81307      | 81090        |
| Viviers-lès-Montagnes        | 1.931 (2013)   | 17,91      | 108 Einw./km²      | 81325      | 81290        |